# Sant'Annea
Sant'Annèa (o Santannèa) è una località che prende il nome da un'antica ed estesa villa romana situata alle porte del Gargano, su un'altura elevata meno di 100 m s.l.m. a circa 3 km a Sud del Lago di Lesina.

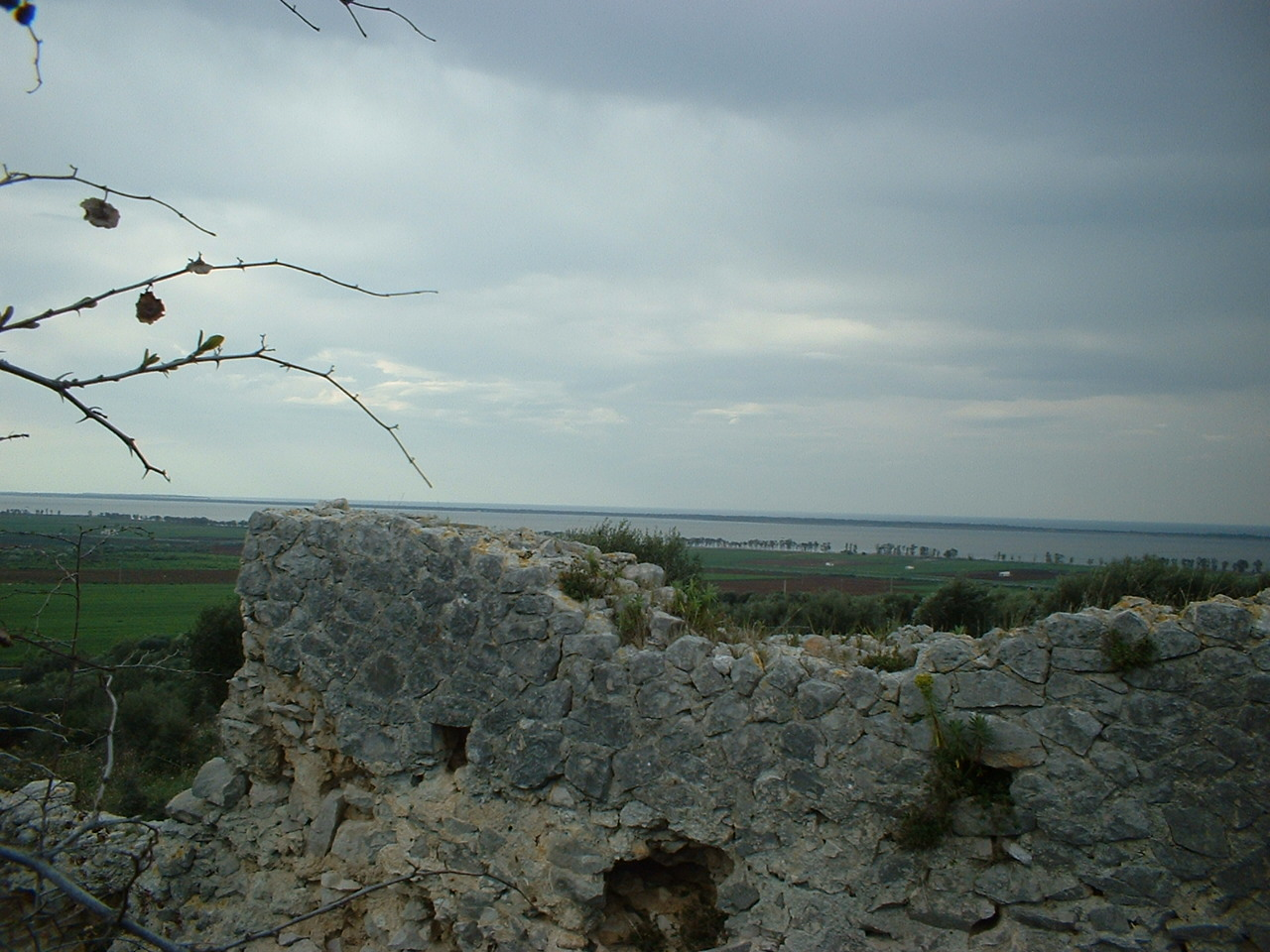
Il Lago di Lesina visto dai ruderi

Fondata probabilmente nella tarda età repubblicana, si sviluppò notevolmente nel periodo imperiale, soprattutto verso il III-IV secolo d.C.
Ne restano pochi ruderi, visibili attraverso murature emergenti costruite in opus reticulatum, opus listatum e opus incertum.
Il fondo della villa rustica doveva svilupparsi per molte decine di ettari a giudicare dalla estensione dei fabbricati di pertinenza, che ne testimoniano verosimilmente l'importanza socio-economica locale.
Con molta probabilità fu definitivamente abbandonata negli ultimi secoli del I millennio d.C. La tradizione locale la tramanda come luogo i cui abitanti fuggiaschi, a seguito di scorrerie nemiche, si spostarono in una zona maggiormente difendibile fondando San Nicandro Garganico, nel cui territorio comunale tuttora insiste.